# Siedlung (Mückendorf)
Die Siedlung ist ein Wohnplatz im Ortsteil Mückendorf der Stadt Baruth/Mark im Landkreis Teltow-Fläming im Land Brandenburg. Sie wird von der Stadtverwaltung auch als Siedlung Lorenzwerk bezeichnet.

## Geografische Lage
Der Wohnplatz liegt nordwestlich des Dorfzentrums und dort unmittelbar an der Bundesstraße 96, die in Nord-Süd-Richtung durch den Wohnplatz führt. Südlich grenzt das Stadtzentrum mit dem Wohnplatz Bernhardsmüh an.

## Geschichte
Im Jahr 1925 errichtete der Kaufmann und Glashändler Albert Lorenz am nördlichen Stadtrand eine Glasfabrik. Diese stellte ihren Betrieb aber noch vor 1930 wieder ein. Der Wohnplatz erschien erstmals im Jahr 1950 als Wohnplatz Siedlung und wurde 1985 als Ortsteil Siedlung an der F 96 geführt. Mit der Eingemeindung von Mückendorf am 31. Dezember 1997 in die Stadt Baruth/Mark ist sie seit dieser Zeit wieder ein Wohnplatz.